# Teletón Uruguay
Teletón Uruguay es un evento televisivo donde todas las señales de aire uruguayas, que son Canal 4, Canal 5, Canal 10, Canal 12 y Antel TV dejan por 27 horas la competencia y se unen para ayudar a los niños uruguayos con discapacidad, a la señal también se suman la mayoría de las señales de cable y transmisoras de radio. La Teletón tiene como objetivo el funcionamiento y mantenimiento de dos Centros de Rehabilitación Infantil, ubicados en Montevideo, y Fray Bentos. Desde ese mismo año la Fundación Teletón Uruguay es miembro de la Organización Internacional de Teletones.

## Centro Teletón Montevideo
Funciona desde 2006. Fue edificado gracias a la recaudación de las tres primeras teletones.

## Centro Teletón Fray Bentos
La Teletón de 2010, con una meta de $U 70 000 000, tuvo como fin de abrir un segundo centro Teletón en el interior del país. La meta se sobrepasó con $U 79 090 319, pero al cierre de esta Teletón un donante anónimo donó US$ 1 000 000 equivalente a $U 19 000 000, llegando a la suma $U 98 090 314 (esta última cifra no se tuvo en cuenta como meta, ya que se dio fuera de hora). Fue inaugurada el 26 de marzo de 2012.

## Fechas, lemas y cifras
| Año  | Edición | Fecha                  | Lema                                            | Meta $U     | Cumplida | Recaudación $U | Recaudación US$ |
| ---- | ------- | ---------------------- | ----------------------------------------------- | ----------- | -------- | -------------- | --------------- |
| 2003 | 1°      | 28 y 29 de nov.        | Hacelo porque lo sentís                         | 5 000 000   | Sí       | 14 720 592     | 509 363         |
| 2004 | 2°      | 3 y 4 de dic.          | ¡Arriba los sueños, arriba la Teletón!          | 14 720 592  | Sí       | 18 192 235     | 682 635         |
| 2005 | 3°      | 2 y 3 de dic.          | Dale poderes, dale Teletón                      | 18 192 235  | Sí       | 24 139 671     | 1 031 609       |
| 2006 | 4°      | 1 y 2 de dic.          | Sumate a la Teletón                             | 24 139 671  | Sí       | 28 262 478     | 1 153 570       |
| 2007 | 5°      | 30 de nov. y 1 de dic. | Nuestros logros dependen de vos                 | 28 262 478  | Sí       | 35 910 299     | 1 632 286       |
| 2008 | 6°      | 28 y 29 de nov.        | Es tuya                                         | 36 000 000  | Sí       | 43 197 836     | 1 799 909       |
| 2009 | 7°      | 11 y 12 de dic.        | Es tuya                                         | 43 197 836  | Sí       | 69 837 640     | 3 581 417       |
| 2010 | 8°      | 3 y 4 de dic.          | Es tuya                                         | 70 000 000  | Sí       | 79 090 314     | 5 162 648       |
| 2011 | 9°      | 2 y 3 de dic.          | Contigo es posible                              | 79 090 314  | Sí       | 84 814 045     | 4 463 897       |
| 2012 | 10°     | 30 de nov. y 1 de dic. | Contigo es posible                              | 84 814 045  | Sí       | 92 738 425     | 4 880 969       |
| 2013 | 11°     | 6 y 7 de dic.          | Hasta donde llegue tu corazón, llega la Teletón | 92 738 425  | Sí       | 105 079 549    | 5 003 788       |
| 2014 | 12°     | 12 y 13 de dic.        | No hay límites para el corazón                  | 105 079 549 | Sí       | 118 951 456    | 4 956 310       |
| 2015 | 13°     | 4 y 5 de dic.          | Somos todos                                     | 118 951 456 | Sí       | 133 497 544    | 4 603 363       |
| 2016 | 14°     | 2 y 3 de dic.          | Crecemos todos                                  | 133 497 544 | No       | 126 173 893    | 4 506 210       |
| 2017 | 15°     | 8 y 9 de dic.          | Contigo es posible                              | 126 173 893 | No       | 117 681 776    | 4 202 920       |
| 2018 | 16°     | 9 y 10 de nov.         | Juntos llegamos más lejos                       | 110 000 000 | Sí       | 112 826 654    | 3 419 000       |
| 2019 | 17°     | 8 y 9 de nov.          | Contigo es posible                              | 112 826 654 | Sí       | 120 896 492    | 3 227 348       |
| 2020 | 18°     | 6 y 7 de nov.          | Contigo es posible                              | 110 000 000 | Sí       | 121 331 227    | 2 811 401       |
| 2021 | 19°     | 5 y 6 de nov.          | Dar lo mejor de nosotros                        | 121 331 227 | Sí       | 132 564 726    | 2 932 848       |
| 2022 | 20°     | 4 y 5 de nov.          | Juntos cumplimos metas, todos los días          | 132 564 726 | Sí       | 136 522 879    | 3.317.688       |
| 2023 | 21°     | 10 y 11 de nov.        | Nos une el corazón                              | 136 522 879 | Sí       | 137.211.303    | 3.446.524       |
| 2024 | 22°     | 8 y 9 de nov.          | Nos mueve el corazón                            | 137 211 303 | Sí       | 142.720.230    | 3.372.485       |

## Sedes
Hay actualmente 2 sedes en Uruguay.
| Instituto   | Inauguración          |
| ----------- | --------------------- |
| Montevideo  | 25 de abril de 2005   |
| Fray Bentos | 19 de febrero de 2015 |

## Transmisiones

### Montevideo
- Canal 4 (2007-presente)
- Canal 10 (2003-presente)
- Teledoce (2003-presente)
- TV Ciudad (2016 - 2024)

### Interior
- Canal 3 (Colonia)
- Canal 7 (Maldonado)

### Todo el país
- Canal 5 (SECAN-MEC) (2003-2004) y (2007-presente)
- La Red (2003-presente) (solo para el interior)
- VTV (2013-2020 / 2023)
- Antel TV (2009 - presente)
- Vera+ (2013-2021)